# Innuendo (песня)
«Innuendo» (с англ. — «инсинуация», «намёк») — песня и сингл британской рок-группы Queen, открывающий трек их одноимённого четырнадцатого студийного альбома. Написана всей группой, хотя большую часть сочинили Фредди Меркьюри и Роджер Тейлор.
Песня была выпущена в качестве сингла вместе с композицией «Bijou» на стороне «Б» и получила золотую сертификацию. Она стала третьей композицией группы, которая достигла первой строчки родного чарта после «Bohemian Rhapsody» и «Under Pressure».
На концерте The Freddie Mercury Tribute Concert, состоявшемся 20 апреля 1992 года на стадионе «Уэмбли» (Лондон, Англия), песню исполнил Роберт Плант.

## История
«Innuendo» написал Фредди Меркьюри в марте 1989 года, хотя другие члены группы также принимали в этом участие. Роджер Тейлор написал большую часть слов, а остальные музыканты участвовали в аранжировке песни. В композиции использовались идеи из предыдущих работ Меркьюри (разнообразие стилей и отсутствие одной идеи («Bohemian Rhapsody», «Princes of the Universe», «The March of the Black Queen»), перемена ритма («Bicycle Race»), диссонирующие ноты («The Miracle»)) и Тейлора (голосовые звуки из «Rock It»). Queen записала песню в 1989 и 1990 годах на своей студии Mountain Studios в Монтрё, Швейцария.

## Песня
Композиция написана всей командой, преимущественно Меркьюри и Тейлором. Длина «Innuendo» — 6 минут и 46 секунд; таким образом это одна из самых длинных песен группы.
Песня начинается с барабанной дроби, которую Роджер Тейлор исполняет 6 секунд. После неё начинается исполнение основного ритма. Далее следует спокойная часть песни, после которой идёт партия фламенко, а затем — оперная. Потом начинается соло на электрической гитаре. После этого композиция возвращается к начальному ритму.
Соло на испанской гитаре сыграл гитарист группы Yes Стив Хау. Совместная запись Хау с Брайаном Мэем заняла около 2 суток. По словам Мэя, «испанские мотивы предполагаются с самого начала песни; эти маленькие риффы, чем-то похожие на болеро».
Существует так называемая «взрывная версия» (англ. explosive version), вышедшая на 12" сингле. Она отличается от альбомной тем, что после финального аккорда звучит 15-секундная запись, имитирующая звук атомного взрыва.

## Музыканты
- Джон Дикон — бас-гитара Fender
- Фредди Меркьюри — вокал, синтезатор Korg M1
- Брайан Мэй — электрогитара Red Special, две акустические гитары фирмы Gibson Guitar Corporation
- Дэвид Ричардс — синтезатор Korg M1
- Роджер Тейлор — ударные Ludwig
- Стив Хау — акустическая гитара Gibson Guitar Corporation

Также использовались литавры и треугольник, но точно не известно, кто на них играл.

## Видеоклип
В клипе использованы стилизованные под мультипликацию отрезки видео с участием музыкантов из более ранних клипов, таких как «The Miracle», «Scandal», «Breakthru», «The Invisible Man», «I Want It All». Также использованы пластилиновые человечки, куклы, кадры войны, крушения самолёта, эпидемии, нашествия саранчи и атомного взрыва в контрасте с прогрессивными и оригинальными рисунками Жанна Исодоре, испанскими танцами, плясками пластилиновых человечков. В одном фрагменте видео Фредди Меркьюри нарисован в стиле Леонардо да Винчи, Брайан Мэй — викторианских гравюр, Роджер Тейлор стилизован под работы Джексона Поллока, а Джон Дикон — под работы Пабло Пикассо.
Видеоклип на песню был выпущен только на двух изданиях: Greatest Flix II и Box of Flix. Как и прочие песни с альбома Innuendo, видео не вышло на сборнике Greatest Video Hits 2.

## Релиз
Песня стала первым синглом с альбома Innuendo. Сингл вышел на 7- и 12-дюймовых пластинках, компакт-дисках и компакт-кассетах 14 января 1991 года.

### 7-дюймовые пластинки
Сингл вышел на 7-дюймовых пластинках в пяти странах — Австралии, Великобритании, Германии, Испании и Италии. Везде была записана альбомная версия песни и везде лейблом стала компания Parlophone Records. На сторону «Б» в каждой стране была выпущена песня «Bijou», только в Италии была также выпущена особая версия с другой обложкой и без второй композиции с другой стороны.

### 12-дюймовые пластинки
На 12-дюймовых пластинках сингл вышел в пяти странах — в Бразилии, Великобритании, Германии, Испании и Мексике. Почти везде была записана удлинённая версия песни, только в Южной Америке стандартная композиция. В европейских странах на вторую сторону, помимо песни «Bijou», была выпущена «Under Pressure», а в латиноамериканских ещё раз «Innuendo». Лейблом в Мексике стала EMI Records, а в остальных четырёх регионах — Parlophone Records.

### Компакт-диски
На компакт-дисках сингл вышел в четырёх странах — Великобритании, Германии, США и Японии. Везде, кроме США, была выпущена удлинённая версия вместе с композициями «Under Pressure» и «Bijou». В Америке была записана альбомная песня. В Европе лейблом стала компания Parlophone Records, в США Hollywood Records, а в Японии — Toshiba Records.

### Компакт-кассеты
На компакт-кассетах сингл вышел в Австралии, Великобритании и Нидерландах. Вместе с «Innuendo» была выпущена также песня «Bijou». Везде лейблом выступила Parlophone Records.

### Другие релизы
Помимо альбома и сингла, песня выходила и на различных сборниках песен группы — Greatest Hits II и выпущенный только в США The A-Z of Queen, Volume 1. Также, в составе этих альбомов композиция была издана на бокс-сетах Greatest Hits I & II и The Platinum Collection.

## Обложка сингла
Во всех странах вышла стандартная обложка. На ней, как и на альбоме Innuendo и других синглов с альбома, изображён рисунок, выполненный в стиле французского художника Изидора Жерара Гранвиля. На изображении показаны два ряда тромбонистов, стоящих друг напротив друга. На первом плане, у одного из них, кулиса выдвинута до пола. Рисунок использовался в клипе к песне. В нём изображение чёрно-белое и музыканты несколько секунд приседают в такт музыки.
В Италии вышло два вида сингла, на одном из которых изображён Фредди Меркьюри на концерте на стадионе «Уэмбли» во время исполнения песни «Crazy Little Thing Called Love». На заднем плане находятся Брайан Мэй и Спайк Эдни.

## Концертное исполнение
Песня исполнялась вживую только один раз — на концерте The Freddie Mercury Tribute Concert 20 апреля 1992 года. Основную вокальную партию вместо умершего Фредди Меркьюри исполнил бывший вокалист рок-группы Led Zeppelin Роберт Плант.
Отсчёт перед началом песни исполнил Роджер Тейлор. Соло на акустических гитарах и оперная часть не исполнялись, Брайан Мэй просто сыграл соло на своей электрогитаре Red Special. После «Innuendo» музыканты ещё сыграли композиции «Thank You» и «Crazy Little Thing Called Love».
Выступление прошло плохо. Плант не всегда успевал к началу его партии, Мэй не попадал в такт во время соло, а Тейлор пропустил один удар по тарелке крэш перед гитарным соло. В итоге выступление было вырезано и не вошло ни в видео The Freddie Mercury Tribute Concert 23 ноября 1992 года, ни в последующие переиздания.

## Чарты
| Позиция | 43 | 30 | 32 | 28 | 39 | 45 |

| Позиция | 18 | 12 | 18 | 15 | 20 | 24 | 24 | 27 | 28 | 29 |

| Позиция | 01 | 02 | 12 | 31 | 46 | 70 |

| Позиция | 17 | 11 | 05 | 04 | 04 | 07 | 11 | 15 | 29 |

| Позиция | 12 | 03 | 03 | 03 | 04 | 04 | 08 | 07 | 07 | 17 | 24 | 28 |

## Кавер-версии
- Студийные кавер-версии записали группы Queensrÿche и Scanner (альбомы Take Cover, который полностью состоит из песен других групп, и Ball of the Damned соответственно).